# ماوريسيو إيبون
ماوريسيو إيبون (بالإسبانية: Mauricio Aubone)‏ هو لاعب كرة قدم أرجنتيني في مركز الهجوم، ولد في 25 فبراير 1992 في سان خوان في الأرجنتين. لعب مع بوكا جونيورز.

## وصلات خارجية
- ماوريسيو إيبون على موقع قاعدة بيانات كرة القدم.إي يو (الإنجليزية)
- ماوريسيو إيبون على موقع Soccerway.com (الإنجليزية)
- ماوريسيو إيبون على موقع AS.com (الإسبانية)